# چیرنا ناد تیسو
چیرنا ناد تیسو (به مجاری: Tiszacsernyő) یک شهرک با جمعیت ۴٬۲۹۹ نفر که در Trebišov District، اسلواکی واقع شده‌است.